# Фёдоров, Георгий Иосифович
Георгий Иосифович Фёдоров (10 февраля 1942, д. Питушкино (в 1977 слилась с с. Туваны) Шумерлинского р-на Чувашской АССР — 9 декабря 2015 года, Чебоксары) — чувашский писатель, литературовед, доктор филологических наук, член Союза писателей России (1992).
Заслуженный деятель науки Чувашской Республики (2007). Лауреат Государственной премии Чувашской Республики в области гуманитарных наук (2008).

## Биография
Родился 10 февраля 1942 года в деревне Питушкино Шумерлинского района Чувашской АССР. После окончания средней школы поступил в Чувашский государственный педагогический институт, который окончил в 1971 году.
В 1974—1978 годах работал учителем в сельских школах в родной республики.
В 1971—1974, 1987-93 годах — научный сотрудник, в 1994-98 годах — заведующий отделом литературы и фольклора НИИ ЯЛИЭ при Совете Министров Чуваш. АССР.
В 1998—2015 годах трудился в Чувашском государственном университете на должности профессора и заведующего кафедрами стилистики и библиотековедения (1998—2001), культурологии (2001-11). В 2011-15 годах — профессор кафедр культурологии и межкультурной коммуникации, чувашской филологии и культуры.
Умер 9 декабря 2015 года в Чебоксарах.